# Liste von Gay-Pride-Veranstaltungen
Pride-Veranstaltungen, zu denen Gay-Pride-Paraden, Christopher Street Days, Sportveranstaltungen und kulturelle Veranstaltungen wie Filmfestivals gezählt werden, finden in vielen Ländern auf allen Kontinenten bis auf Antarktika statt. Nach einer Schätzung aus dem Jahre 2003 nehmen jährlich insgesamt 45 Millionen Personen daran teil. Sie bringen zum Ausdruck, dass jede Person selbstbewusst zu ihrer sexuellen Identität stehen kann und dass alle Menschen, egal welcher Sexualität oder welchem Geschlecht sie angehören, gleichberechtigt sind.

## Liste
Normalerweise sind die Teilnehmer und Zuschauer angegeben (Besucher). Wenn nur direkte Teilnehmer angegeben sind, dann ist dies mit „TN“ gekennzeichnet. Die Tabellen sind sortiert nach: a) Kontinent, b) Land, c) Stadt, d) Veranstaltung.

## Weltweit
| Veranstaltung                        | Ort          | Veranstaltungs- monat | Seit | Besucher |
| ------------------------------------ | ------------ | --------------------- | ---- | -------- |
| Gay Games                            | Verschiedene | Sommer                | 1982 |          |
| World Outgames                       | Verschiedene | Sommer                | 2006 |          |
| Worldpride                           | Verschiedene | Sommer                | 2000 |          |
| Celebrate Bisexuality Day            | Verteilt     | 23. September         | 1999 |          |
| Coming Out Day                       | Verteilt     | 11. Oktober           | 1988 | -        |
| International Day Against Homophobia | Verteilt     | 17. Mai               | 2005 | -        |

## Europa
| Veranstaltung | Ort                                       | Veranstaltungs- monat                         | Seit                   | Besucher       |
| --- | ----------------------------------------- | --------------------------------------------- | ---------------------- | -------------- |
| Europa |                                           |                                               |                        |                |
| EuroGames | wechselnd                                 |                                               | 1992                   |                |
| Europride | einer der Prides                          | Juni                                          | 1992                   |                |
| Russland / Belarus |                                           |                                               |                        |                |
| Slavic Pride | Moskau / Minsk / Sankt Petersburg         | Mitte Mai                                     | 2009                   | 40             |
| Estland / Lettland / Litauen |                                           |                                               |                        |                |
| Baltic Pride / Baltijas Draudzību (lv) (vorher schon Tallinn und Riga Pride) | Tallinn / Riga / Vilnius                  | Anfang-Mitte Mai                              | 2009                   | 300            |
| Belgien |                                           |                                               |                        |                |
| Belgian Pride | Brüssel                                   | Mai                                           | 79/96                  | 35.000         |
| Brussels Games | Brüssel                                   | September                                     |                        |                |
| Bulgarien |                                           |                                               |                        |                |
| Gay Pride | Sofia                                     | Ende Juni                                     | 2008                   | 100            |
| Dänemark |                                           |                                               |                        |                |
| Copenhagen Pride (früher: Mermaid Pride) | Kopenhagen                                | Anfang August                                 | 1996                   | >1.000 (2008)  |
| Deutschland |                                           |                                               |                        |                |
| Berlin Pride (CSD Berlin) | Berlin                                    | Ende Juli                                     | 1979                   | 1.000.000      |
| Dyke March Berlin | Berlin                                    | Ende Juli                                     | 2013                   | 7.000          |
| Transgenialer CSD | Berlin                                    | Ende Juni                                     | 1998                   |                |
| Folsom Europe Straßenfest | Berlin                                    | September                                     | 2003                   |                |
| German Mr. Leather | Berlin                                    | Ostern                                        | 1998                   |                |
| LesBiSchwules Parkfest Friedrichshain | Berlin                                    | Anfang August                                 | 1998                   |                |
| Lesbisch-schwules Stadtfest Berlin („Motzstraßenfest“) | Berlin                                    | Juli                                          | 1992                   | 350.000        |
| Mr. Fetish Biker | Berlin                                    |                                               | 2007                   |                |
| Ostertreffen | Berlin                                    | Ostern                                        | 1974                   |                |
| Hustlaball | Berlin                                    | Oktober                                       | 2003                   |                |
| Marzahn Pride | Berlin                                    | Juni–Juli                                     | 2020                   | 800            |
| CSD Aachen | Aachen                                    | Juni                                          | 2017                   | 1.200          |
| CSD Bayreuth | Bayreuth                                  | Juli                                          | 2022                   | 2.000          |
| CSD Bielefeld | Bielefeld                                 | Anfang Juni                                   | 1994                   | 3.000          |
| YO!Sissy – Queer Musik Festival | Berlin                                    | Ende Juli                                     | 2015                   |                |
| Beethovens Bunte (bis 2015: schwul-lesbisches Sommerfest) | Bonn                                      | Anfang August                                 | 1998                   |                |
| CSD Berchtesgaden | Berchtesgaden                             | Mitte August                                  | 2025                   | 400            |
| CSD Bremen & umzu | Bremen                                    | Ende August                                   | 1979, 1997, 2004, 2017 |                |
| queerfilmfestival | Bremen                                    | Oktober                                       | 1994                   |                |
| Sommerlochfestival / CSD Braunschweig | Braunschweig                              | Letztes Juli-Wochenende                       | 1996                   | 20.000         |
| CSD Cloppenburg | Cloppenburg                               | Samstag der 25. Kalenderwoche (Juni)          | 2014                   | 500 (2017)     |
| CSD Darmstadt | Darmstadt                                 | dritter Samstag im August                     | 2011                   | 2.000 (2019)   |
| CSD Lippe | Detmold                                   | Juni                                          | 2023                   | 2.000 (2023)   |
| CSD Dortmund – QUEER IM REVIER | Dortmund                                  | Ende August                                   | 1996                   | 10.000 (2007)  |
| CSD Dresden | Dresden                                   | Ende Mai / Anfang Juni                        | 1994                   | 6.000 (2014)   |
| CSD-Duisburg / Schwullesbisches Sommerfest | Duisburg                                  | Ende Juli                                     | 2001                   |                |
| CSD Düsseldorf | Düsseldorf                                | Anfang Juni                                   | 2004                   | 12.000 (2010)  |
| CSD Erfurt | Erfurt                                    | letzter Samstag im August                     | 2012                   | 400–800 (2017) |
| Ruhr.CSD | Essen                                     |                                               |                        | 10.000         |
| Bear Pride Frankfurt (Mainhattan Bears Night) | Frankfurt am Main                         | Juni                                          | 2010                   | 500            |
| Frankfurt Gay Pride | Frankfurt am Main                         | Juli                                          | 1992                   | 60.000         |
| Run For More Time | Frankfurt am Main                         | September                                     | 1996                   |                |
| Schwule Filmwoche Freiburg | Freiburg im Breisgau                      | April/Mai                                     | 1985                   |                |
| CSD Freiburg | Freiburg im Breisgau                      | Juni/Juli                                     | 1989, 2014             | 15.000         |
| Hein & Fiete Straßenfest im Pulverteich | Hamburg                                   |                                               |                        |                |
| Hamburg-Pride (CSD in Hamburg) | Hamburg                                   | Juni–August                                   | 1980                   | 170.000        |
| CSD Hanau | Hanau                                     | Juni                                          | 2019                   | >1.000         |
| CSD.Hannover | Hannover                                  | Mai–Juni                                      | 2009                   | 28.500         |
| CSD Märkischer Kreis (Straßenfest) | Iserlohn                                  | Mitte September                               | 2001                   | 3.000          |
| Dyke March Rhein-Neckar | Heidelberg                                | Anfang August                                 | 2017                   | 200            |
| CSD Karlsruhe | Karlsruhe                                 | Juni                                          | 1999                   | 2.000          |
| RUBBERPRIDE | Karlsruhe                                 | Pfingsten                                     | 2005                   | 3.000          |
| RUBBERWEEK und Mr. RUBCLUB Contest | Karlsruhe                                 | Ende Dezember / Anfang Januar                 | 2004                   | 3.000          |
| CSD Kassel | Kassel                                    | Ende Juli                                     |                        |                |
| CSD Kiel | Kiel                                      | Juli                                          | 1998                   | 1.500 (2019)   |
| Rheinfetisch (Pfingsttreffen) | Köln                                      | Mai                                           | 2006                   | 2.000          |
| Intl. German Bear Pride Cologne (Bärennacht Köln) | Köln                                      | November                                      | 1986                   | 5.000          |
| Cologne Pride (CSD Köln) | Köln                                      | Erstes Juli-Wochenende                        | 1979                   | 1.000.000      |
| Come-Together-Cup | Köln                                      | Fronleichnam-Donnerstag (Juni)                | 1995                   | 20.000         |
| Fantasy Pride | Brühl bei Köln                            | Juni                                          | 2003                   |                |
| Sommerblut (Kulturfestival vor dem Cologne Pride) | Köln                                      | Mitte Mai bis Mitte Juni                      | 2002                   | 17.000         |
| Veedelsfest im Bermudadreieck | Köln                                      | Juni                                          | 2001                   | 30.000         |
| CSD Koblenz | Koblenz                                   | August                                        | 2008                   |                |
| CSD Konstanz / CSD Südwest | Konstanz, ab 2009 & Kreuzlingen (Schweiz) | Mitte Juli                                    | 2007                   |                |
| Open Queer Festival / QueerFeld | Krefeld                                   | März – September                              | 2019                   |                |
| CSD Leipzig | Leipzig                                   | Juli                                          | 1992                   | 18.000         |
| CSD Lörrach | Lörrach                                   | Mitte April                                   | 2009                   | 300            |
| Lübeck-Pride (CSD) | Lübeck                                    | August                                        | 2002                   | 1.500          |
| CSD Magdeburg | Magdeburg                                 | August                                        | 2010                   | 200            |
| Sommerschwüle | Mainz                                     | Juni, Juli oder August                        | 1993                   | 3.000          |
| CSD Rhein-Neckar (ehem. CSD Mannheim) | Mannheim                                  | Anfang/Mitte August                           | 2001                   | 120.000        |
| Wahl der Maikönigin | München                                   | 30. April / 1. Mai                            |                        |                |
| CSD München | München                                   | Mitte Ende Juni                               |                        | 60.000 520.000 |
| CSD-Lesbenfest auf dem Stephansplatz (ehem. Angertorstraßenfest) | München                                   | Mitte Juni                                    |                        |                |
| Gay-Sunday-Oktoberfest | München                                   | September, Erstes Wochenende des Oktoberfests |                        |                |
| Hans-Sachs-Straßenfest (Sub) | München                                   | Mitte August                                  | 1991                   | 25.000         |
| CSD Neubrandenburg | Neubrandenburg                            | Ende August                                   | 1998                   | 600            |
| CSD Neustrelitz | Neustrelitz                               |                                               | 2018                   | 420            |
| CSD Nordhausen | Nordhausen                                | Mitte Juli                                    | 2025                   | 300            |
| CSD Nürnberg – LesBiSchwules Straßenfest (Nuremberg Pride) | Nürnberg                                  | Anfang August                                 | 1998                   | 6.500 20.000   |
| Dyke March Nürnberg | Nürnberg                                  | Anfang August                                 | 2018                   | 400            |
| CSD Nordwest | Oldenburg                                 | 3. Samstag im Juni                            | 1995                   | 20.000         |
| PaderPride | Paderborn                                 | Ende Mai                                      | 2015                   | 350            |
| CSD Pfaffenhofen | Pfaffenhofen an der Ilm                   | Anfang August                                 | 2024                   | 1.000          |
| CSD Rathenow | Rathenow                                  | August                                        | 2024                   | 130            |
| CSD Rostock | Rostock                                   | Mitte Juli                                    | 2002                   | 3.500          |
| Dorfpride | Rhein-Neckar-Kreis                        | Juli, August oder September                   | 2020                   | 1.500          |
| CSD SaarLorLux | Saarbrücken                               | Juli                                          | 1998                   | 85.000         |
| CSD Schwerin | Schwerin                                  | Mitte Ende Juni/Anfang Juli                   | 2007                   |                |
| CSD Siegen | Siegen                                    | August                                        | 2000                   |                |
| Rosa Tag im Heide-Park | Soltau                                    | Anfang September                              | 2006                   | 1.500 (2006)   |
| Christopher Street Day | Stuttgart                                 | Letztes Juli-Wochenende                       | 1999                   | 400.000 (2023) |
| Gaydelight und Chicken Night auf dem Cannstatter Wasen | Stuttgart                                 | Frühjahr + Herbst                             | 2002                   |                |
| Queer Days (Festival) | Templin                                   |                                               | 2009                   |                |
| CSD Trier | Trier                                     | 3. Samstag im Juli                            | 2003                   |                |
| CSD Tübingen | Tübingen                                  | Juni                                          | 2021                   |                |
| CSD Ulm | Ulm                                       | 1. Juni                                       | ---                    |                |
| CSD Wiesbaden | Wiesbaden                                 | Juni                                          | 2012                   |                |
| CSD Wismar | Wismar                                    | Mitte September                               | 2024                   | 2.100          |
| CSD Wuppertal | Wuppertal                                 | Mitte Juli                                    | 2002                   |                |
| CSD Würzburg | Würzburg                                  | Ende August                                   | 2002                   |                |
| Estland |                                           |                                               |                        |                |
| Tallinn Pride (seit 2009 Baltic Pride, wechselnd) | Tallinn                                   | Mitte Mai                                     | 2004                   | 500            |
| Finnland |                                           |                                               |                        |                |
| Helsinki Pride | Helsinki                                  |                                               |                        |                |
| Frankreich |                                           |                                               |                        |                |
| Gay & Lesbian Film Festival | Grenoble                                  |                                               |                        |                |
| Fest ty gay à Gourin | Gourin (EW: ~ 4200)                       | Anfang August                                 | 2008                   | 5.000          |
| Gay Pride Lorraine | Metz                                      |                                               |                        |                |
| Lesbian & Gay Pride Lille | Lille                                     |                                               |                        |                |
| GayPride Lyon | Lyon                                      |                                               |                        |                |
| Lesbian & Gay Pride Montpellier | Montpellier                               |                                               |                        |                |
| Marseille Pride | Marseille                                 | Ende Juni                                     |                        |                |
| Paris Pride | Paris                                     | Ende Juni                                     |                        | 700.000        |
| Solidays | Paris                                     |                                               |                        |                |
| Griechenland |                                           |                                               |                        |                |
| Athens Pride | Athen                                     | Ende Juni                                     |                        |                |
| Irland |                                           |                                               |                        |                |
| Cork Pride | Cork                                      |                                               |                        |                |
| Dublin Pride (Festival & Parade) | Dublin                                    | Ende August                                   | 1983                   | 3.000 15.000   |
| Galway Gay Pride | Galway                                    |                                               |                        |                |
| Island |                                           |                                               |                        |                |
| Hinsegin dagar í Reykjavík / Reykjavík Gay Pride | Reykjavík (EW: ~ 117.000)                 | 2. August-Wochenende                          | 1999                   | 80.000         |
| Italien |                                           |                                               |                        |                |
| Gay Open Tennis | Mailand                                   |                                               |                        |                |
| Roma Pride | Rom                                       | Juni                                          |                        | 150.000        |
| Gay Village | Rom                                       | Mitte Juni                                    |                        |                |
| International Gay & Lesbian Film Festival | Turin                                     |                                               |                        |                |
| Milano Pride | Mailand                                   | Ende Juni                                     |                        |                |
| Torino Pride | Turin                                     |                                               |                        |                |
| Kroatien |                                           |                                               |                        |                |
| Zagreb Pride | Zagreb                                    | Anfang Juli                                   | 2002                   |                |
| Split Pride | Split                                     | Anfang Juni                                   |                        |                |
| Osijek Pride | Osijek                                    | Anfang September                              |                        |                |
| Lettland |                                           |                                               |                        |                |
| Latvia Pride (seit 2009 Riga Pride, wechselnd) | Riga                                      | Mitte Mai                                     | 2005                   | 200            |
| Liechtenstein |                                           |                                               |                        |                |
| liPride | Schaan                                    | Juni                                          | 2022                   | 500            |
| Luxemburg |                                           |                                               |                        |                |
| Luxembourg Pride | Esch-sur-Alzette / Luxemburg              | Zweiter Samstag im Juli                       | 1996                   |                |
| Moldau |                                           |                                               |                        |                |
| Moldova Lesbian and Gay Pride | Chișinău                                  |                                               |                        |                |
| Niederlande |                                           |                                               |                        |                |
| Amsterdam Gay Skinhead Week | Amsterdam                                 |                                               |                        |                |
| Amsterdam Gay Pride | Amsterdam                                 | Erstes August-Wochenende                      | 1995                   | 560.000        |
| Leather Pride | Amsterdam                                 |                                               |                        |                |
| Liberation Day / Homomonument | Amsterdam                                 |                                               |                        |                |
| The Midsummer Canal Festival | Amsterdam                                 |                                               |                        |                |
| The Pink Kermis | Tilburg                                   |                                               |                        |                |
| Pinkster Tennis Tournament | Amsterdam                                 |                                               |                        |                |
| Roze Zaterdag | Jährlich wechselnd                        | Letzter Samstag im Juni                       | 1977                   |                |
| White Party | Amsterdam                                 |                                               |                        |                |
| Norwegen |                                           |                                               |                        |                |
| Bergen Pride | Bergen                                    |                                               |                        |                |
| Lesbian and Gay Pride Week | Oslo                                      |                                               |                        |                |
| Österreich |                                           |                                               |                        |                |
| CSD Vorarlberg | Bregenz                                   | September                                     | 2016                   | 500            |
| linzpride | Linz                                      | Letzter Samstag im Juni                       | 2009                   | 6.000          |
| CSD Graz | Graz                                      | Mitte Juni                                    |                        | 3.000          |
| Pride Boat | Mondsee                                   | Ende Juni                                     | 2001                   |                |
| CSD Innsbruck | Innsbruck                                 | Juni                                          | 2010                   | 3.000          |
| Pink Lake | Pörtschach am Wörther See                 | August                                        |                        |                |
| CSD Salzburg | Salzburg                                  | September                                     |                        |                |
| Identities Queer Film Festival | Wien                                      | Juni (bienneal)                               | 1989                   | 10.000         |
| Regenbogen-Ball | Wien                                      | Januar                                        | 1997                   | 1.500          |
| Regenbogenparade | Wien                                      | Ende Juni                                     | 1996                   | 500.000        |
| Rosenball | Wien                                      | März / April                                  | 1992                   |                |
| Vienna Dance Contest | Wien                                      | Oktober                                       |                        |                |
| Polen |                                           |                                               |                        |                |
| Marsz Równości w Koszalinie | Koszalin                                  |                                               | 2019                   | 400            |
| Culture for Tolerance, Krakow Gay & Lesbian Culture Festival Kultura dla Tolerancji mit Marsz Tolerancji                                                                            | Krakau                                    | Mitte Mai                                     | 2004                   | 600            |
| Parada Równości | Warschau                                  | Mai                                           | 2001                   | 10.000         |
| Portugal |                                           |                                               |                        |                |
| Queer Lisboa Filmfestival | Lissabon                                  | September                                     |                        |                |
| Arraial Lisboa Pride | Lissabon                                  | Ende Juni                                     |                        |                |
| Porto Pride | Porto                                     |                                               |                        |                |
| Lisbon Bear Pride | Lissabon                                  | Mai/Juni                                      |                        |                |
| Rumänien |                                           |                                               |                        |                |
| GayFest | Bukarest                                  | Mai                                           | 2003                   | 350            |
| Russland |                                           |                                               |                        |                |
| Moscow Pride (findet trotz des Slavic Pride statt.) | Moskau                                    | Ende Mai                                      | 2006                   | 30             |
| Schweden |                                           |                                               |                        |                |
| Stockholm Pride | Stockholm                                 | Ende Juli – Anfang August                     | 1998                   | 500.000        |
| Schweiz |                                           |                                               |                        |                |
| Arosa Gay Ski Week | Arosa, Kanton Graubünden                  | Mitte Januar                                  | 2005                   | 500            |
| Khur Pride | Chur, Kanton Graubünden                   | 2022: Juni                                    | 2022                   | 1200           |
| CSD Konstanz-Kreuzlingen | Konstanz (Deutschland) und Kreuzlingen    | Mitte Juli                                    | 2009                   |                |
| Zurich Pride Festival | Zürich                                    | Juni                                          | 1978                   | 19.000         |
| Seeüberquerung der Gay Sport Zürich Sea Lions | Zürich                                    | Juli                                          |                        |                |
| Serbien |                                           |                                               |                        |                |
| Belgrade Pride | Belgrad                                   | September                                     |                        | 10.000         |
| Slowakei |                                           |                                               |                        |                |
| Dúhový Pride (Regenbogen Pride) | Bratislava                                | Mai                                           | 2010                   | 500            |
| Slowenien |                                           |                                               |                        |                |
| Ljubljana Pride | Ljubljana                                 |                                               |                        |                |
| Spanien |                                           |                                               |                        |                |
| Bearcelona | Barcelona                                 | April                                         |                        |                |
| Festival International de Cinema Gai i Lèsbic de Barcelona (FICGLB) Festival Internacional de Cine gay y Lésbico de Barcelona Barcelona International Gay and Lesbian Film Festival | Barcelona                                 | Mitte Oktober                                 |                        |                |
| Pride Barcelona – L'orgull LGBT de Catalunya | Barcelona                                 | Ende Juni                                     | 2009                   | 8.000          |
| Bear Carnival | Gran Canaria                              | März                                          | 2018                   |                |
| Festival del Sol – Festival Internacional de Cine gay y Lésbico de Gran Canaria | Gran Canaria                              | Mitte Januar                                  | 2005                   |                |
| Festival del Mar – Festival Internacional de Cine gay y Lésbico de Ibiza | Ibiza                                     | Anfang Juni                                   | 2003                   |                |
| Festival Internacional de Cine gay y Lésbico de Madrid | Madrid                                    | Ende Oktober                                  |                        |                |
| Madrid Gay Pride | Madrid                                    | Ende Juni / Anfang Juli                       |                        | 2.300.000      |
| Madrid: LSBT – Straßenfeste | Madrid                                    | Ende Juni/Anfang Juli                         |                        |                |
| Festival del Mar – Festival Internacional de Cine gay y Lésbico de Mallorca | Mallorca                                  | Mitte Juni                                    | 2003                   |                |
| Maspalomas Pride | Maspalomas                                | Anfang Mai                                    | 2001                   | 150.000        |
| Orgullo Gay Las Palmas de Gran Canaria | Las Palmas de Gran Canaria                | Anfang Juni                                   | ?                      |                |
| Rainbow-Fuerteventura | Fuerteventura                             | Oktober                                       | 2011                   |                |
| Orgullo LGTBI de Andalucía (Sevilla Gay Pride) | Sevilla                                   | Ende Juni                                     |                        | 5.000          |
| Festival del Sol – Festival Internacional de Cine gay y Lésbico de Tenerife | Teneriffa                                 | Ende Januar                                   | 2005                   |                |
| GayPride Parade | Valencia                                  | Ende Juni                                     |                        |                |
| Tschechien |                                           |                                               |                        |                |
| Duhová vlna Brno (Rainbow Wave Brno) / Queer parade | Brünn                                     | Juni                                          | 2008                   | 500            |
| Prague Pride | Prag                                      | August                                        |                        |                |
| Průvod a festival Queer Pride v Táboře (Queer Pride Parade and Festival in Tábor)                                                                                                   | Tábor                                     | Ende Juni                                     | 2009                   | 500            |
| Türkei |                                           |                                               |                        |                |
| Gay Pride Week Istanbul | Istanbul                                  | Juni/Juli                                     | 1993                   |                |
| Outistanbul Gay ve Lezbiyen Filmleri Festivali | Istanbul                                  | Oktober                                       | 2004                   |                |
| Güzistanbul | Istanbul                                  | Oktober                                       | 1994                   |                |
| Baharankara | Ankara                                    | April                                         | 1995                   |                |
| Ungarn |                                           |                                               |                        |                |
| Budapest Pride / Meleg Büszkeség Napja („Gay Pride Day“) | Budapest                                  | Juli                                          | 1996                   | 2.000          |
| Vereinigtes Königreich |                                           |                                               |                        |                |
| National Student Pride | Vereinigtes Königreich                    |                                               |                        |                |
| Pride in Aberdeen | Aberdeen                                  |                                               |                        |                |
| Belfast Pride | Belfast                                   |                                               |                        |                |
| Birmingham Pride | Birmingham                                |                                               |                        |                |
| Bourne Free | Bournemouth                               |                                               |                        |                |
| Brighton Pride | Brighton                                  |                                               |                        |                |
| Pink Festival | Cambridge                                 |                                               |                        |                |
| Pride in Canterbury | Canterbury                                |                                               |                        |                |
| Cardiff Mardi Gras | Cardiff                                   |                                               |                        |                |
| Lesbian & Gay Ball | Cardiff                                   |                                               |                        |                |
| Dumfries Pride | Dumfries                                  | Mitte August                                  | 2008                   | 600            |
| Pride Scotia | Edinburgh                                 |                                               |                        |                |
| Hull Pride | Hull                                      |                                               |                        |                |
| Leeds Pride | Leeds                                     |                                               |                        |                |
| Leicester Pride | Leicester                                 |                                               |                        |                |
| The Drag Olympics | London                                    |                                               |                        |                |
| London Lesbian & Gay Film Festival | London                                    |                                               |                        |                |
| Pride London (Festival & Parade) | London                                    | Ende Juni                                     | 1972                   | 500.000        |
| Manchester Pride | Manchester                                |                                               |                        |                |
| Nottingham Pride | Nottingham                                |                                               |                        |                |
| Oxford Pride | Oxford                                    |                                               |                        |                |
| Reading Pride | Reading                                   |                                               |                        |                |

## Nordamerika
| Veranstaltung                                       | Ort                                                | Veranstaltungs- monat | Seit | Besucher |
| --------------------------------------------------- | -------------------------------------------------- | --------------------- | ---- | -------- |
| Kanada                                              |                                                    |                       |      |          |
| Pride Parade and Festival                           | Vancouver, British Columbia                        |                       |      |          |
| Pride Week                                          | Vancouver                                          |                       |      |          |
| Winnipeg Pride                                      | Winnipeg, Manitoba                                 |                       |      |          |
| Capital Pride                                       | Ottawa, Ontario                                    |                       |      |          |
| Folsom Fair North                                   | Toronto, Ontario                                   |                       |      |          |
| Insideout Lesbian & Gay Film Festival               | Toronto                                            |                       |      |          |
| Pride Week                                          | Toronto                                            | Ende Juni             |      |          |
| Sudbury Pride                                       | Greater Sudbury, Ontario                           | Juli                  | 1997 |          |
| Windsor Pride                                       | Windsor, Ontario                                   |                       |      |          |
| Black & Blue Festival                               | Montreal, Québec                                   |                       |      |          |
| Divers/Cité                                         | Montreal                                           |                       |      |          |
| Hot & Dry Weekend                                   | Montreal                                           |                       |      |          |
| Leather Ball & Church Street Fetish Fair            | Montreal                                           |                       |      |          |
| Montreal Pride                                      | Montreal                                           |                       |      |          |
| Twist Week End                                      | Montreal                                           |                       |      |          |
| Vereinigte Staaten                                  |                                                    |                       |      |          |
| District of Columbia                                |                                                    |                       |      |          |
| Capital Pride                                       | Washington, D.C.                                   |                       |      |          |
| Reel Affirmations Film Festival                     | Washington, D.C.                                   |                       |      |          |
| Florida                                             |                                                    |                       |      |          |
| Pride of South Florida                              | Fort Lauderdale                                    |                       |      |          |
| Fantasy Fest                                        | Key West                                           |                       |      |          |
| AIDS Walk Miami                                     | Miami                                              |                       |      |          |
| Gay & Lesbian Film Festival                         | Miami                                              |                       |      |          |
| Winter Party                                        | Miami Beach                                        |                       |      |          |
| (Orlando) Gay Days (at Walt Disney World)           | Orlando / Walt Disney World Resort – Magic Kingdom | Anfang Juni           | 1991 | 25.000   |
| International Gay & Lesbian Film Fest               | Tampa                                              | Oktober               |      |          |
| Georgia                                             |                                                    |                       |      |          |
| Atlanta Pride                                       | Atlanta                                            | Ende Juni             |      |          |
| Savannah Pride                                      | Savannah                                           |                       |      |          |
| Illinois                                            |                                                    |                       |      |          |
| Chicago Bear Pride                                  | Chicago                                            |                       |      |          |
| Chicago Pride Parade                                | Chicago                                            |                       |      |          |
| International Mr. Leather                           | Chicago                                            |                       | 1979 |          |
| Kalifornien                                         |                                                    |                       |      |          |
| Gay Days Anaheim                                    | Anaheim / Disneyland Resort                        | Anfang Oktober        | 1998 | 25.000   |
| Lazy Bear Weekend                                   | Guerneville                                        |                       |      |          |
| Sundance Festival                                   | Guerneville                                        |                       |      |          |
| Bear Quake                                          | Los Angeles                                        |                       |      |          |
| Christopher Street West                             | Los Angeles/West Hollywood                         |                       |      |          |
| LA Pride & Festival                                 | Los Angeles                                        |                       |      |          |
| Outfest – Gay & Lesbian Film Festival               | Los Angeles                                        |                       |      |          |
| LA/Valley Pride                                     | Los Angeles                                        |                       |      |          |
| Bad Boys Pool Party                                 | Palm Springs                                       |                       |      |          |
| San Diego Pride                                     | San Diego                                          |                       |      |          |
| Colossus Weekend                                    | San Francisco                                      |                       |      |          |
| Hairrison Street Fair                               | San Francisco                                      |                       |      |          |
| Frameline International Lesbian & Gay Film Festival | San Francisco                                      |                       |      |          |
| San Francisco Pride                                 | San Francisco                                      | Ende Juni             |      |          |
| Tranny Fest                                         | San Francisco                                      |                       |      |          |
| United States Gay Open                              | San Francisco                                      |                       |      |          |
| Up Your Alley Fair                                  | San Francisco                                      |                       |      |          |
| San Jose Pride Parade & Festival                    | San Jose, Kalifornien                              |                       |      |          |
| Louisiana                                           |                                                    |                       |      |          |
| Gay Easter Parade                                   | New Orleans                                        |                       |      |          |
| Halloween New Orleans                               | New Orleans                                        |                       |      |          |
| Southern Decadence                                  | New Orleans                                        |                       |      |          |
| Maryland                                            |                                                    |                       |      |          |
| Baltimore Pride                                     | Baltimore                                          |                       |      |          |
| Chesapeake Pride Festival                           | Edgewater                                          |                       |      |          |
| Massachusetts                                       |                                                    |                       |      |          |
| Boston Pride                                        | Boston                                             |                       |      |          |
| Fantasia Fair                                       | Boston                                             |                       |      |          |
| New York                                            |                                                    |                       |      |          |
| Pines Party                                         | Fire Island                                        |                       |      |          |
| Long Island Pride                                   | Huntington                                         |                       |      |          |
| Heritage of Pride                                   | New York City                                      |                       |      |          |
| Liberty Open                                        | New York City                                      |                       |      |          |
| Mix NYC                                             | New York City                                      |                       |      |          |
| New York City Pride                                 | New York City                                      | Ende Juni             |      |          |
| Pennsylvania                                        |                                                    |                       |      |          |
| Equality Forum                                      | Philadelphia                                       |                       |      |          |
| International Gay & Lesbian Festival                | Philadelphia                                       |                       |      |          |
| OutFest                                             | Philadelphia                                       |                       |      |          |
| Philly Pride Parade & Festival                      | Philadelphia                                       |                       |      |          |
| Texas                                               |                                                    |                       |      |          |
| Austin Pride Parade                                 | Austin                                             |                       |      |          |
| Pride Dallas                                        | Dallas                                             |                       |      |          |
| Gay Rodeo                                           | Houston                                            |                       |      |          |
| Houston Pride                                       | Houston                                            |                       |      |          |
| Pride Houston                                       | Houston                                            |                       |      |          |
| Washington                                          |                                                    |                       |      |          |
| Seattle Out & Proud                                 | Seattle                                            |                       |      |          |
| Seattle Pride                                       | Seattle                                            | Ende Juni             |      |          |
| Madison Pride and MAGIC Picnic                      | Madison, Wisconsin                                 |                       |      |          |
| Sonstige                                            |                                                    |                       |      |          |
| Rites of Spring Parties                             | Birmingham, Alabama                                |                       |      |          |
| PrideFest                                           | Denver, Colorado                                   |                       |      |          |
| Gay & Lesbian Film Festival                         | Hartford, Connecticut                              |                       |      |          |
| Motor City Pride                                    | Detroit, Michigan                                  |                       |      |          |
| Twin Cities Pride                                   | Minneapolis, Minnesota/Saint Paul, Minnesota       |                       |      |          |
| PrideFest                                           | St. Louis, Missouri                                |                       |      |          |
| Pride Fest (Bismarck and Mandan, North Dakota)      | Bismarck und Mandan, North Dakota                  |                       |      |          |
| Cleveland Pride                                     | Cleveland, Ohio                                    |                       |      |          |
| Pride Northwest                                     | Portland, Oregon                                   |                       |      |          |
|                                                     | San Juan, Puerto Rico                              |                       |      |          |
| South Carolina Pride                                | Columbia, South Carolina                           |                       |      |          |
| Mid-South Pride                                     | Memphis, Tennessee                                 |                       |      |          |
| Utah Pride Festival                                 | Salt Lake City, Utah                               |                       |      |          |

## Mittel- und Südamerika
| Veranstaltung                                         | Ort                  | Veranstaltungs- monat | Seit  | Besucher  |
| ----------------------------------------------------- | -------------------- | --------------------- | ----- | --------- |
| Argentinien                                           |                      |                       |       |           |
| Buenos Aires Pride                                    | Buenos Aires         |                       |       |           |
| Brasilien                                             |                      |                       |       |           |
| Pride Parade Brasília                                 | Brasília             |                       |       |           |
| Parada Gay do Rio de Janeiro                          | Rio de Janeiro       | Mitte Oktober         | 1994  | 800.000   |
| Pride Salvador                                        | Salvador             |                       |       |           |
| Parada do Orgulho LGBT de São Paulo (São Paulo Pride) | São Paulo            | Juni                  | 1997  | 3.000.000 |
| Jamaika                                               |                      |                       |       |           |
|                                                       | Montego Bay          | April                 | 2010  | 100       |
| Kolumbien                                             |                      |                       |       |           |
|                                                       | Bogotá               | Anfang Juli           |       |           |
|                                                       | Medellín             | Anfang Juli           |       |           |
| Mexiko                                                |                      |                       |       |           |
| International Gay Festival                            | Cancún, Quintana Roo |                       |       |           |
| Marcha Gay Gdl / Marcha de la Diversidad sexual       | Guadalajara          | Ende Juni             | ~1995 |           |
| Mexico City Pride                                     | Mexiko-Stadt         | Ende Juni             |       |           |
| Tijuana Pride (Festival seit 2010)                    | Tijuana              | Ende Juni             | 1994  | 1.000     |
| Peru                                                  |                      |                       |       |           |
| Marcha de Orgullo                                     | Lima                 |                       |       |           |
| Venezuela                                             |                      |                       |       |           |
| Caracas Pride                                         | Caracas              | Anfang Juli           |       |           |

## Sonstige
| Veranstaltung                                                                          | Ort                      | Veranstaltungs- monat          | Seit        | Besucher       |
| -------------------------------------------------------------------------------------- | ------------------------ | ------------------------------ | ----------- | -------------- |
| Afrika                                                                                 |                          |                                |             |                |
| Südafrika                                                                              |                          |                                |             |                |
| Joburg Pride                                                                           | Johannesburg             | September                      | 1990        |                |
| Cape Town Pride                                                                        | Kapstadt                 | Februar                        | 2001        |                |
| Pink Loerie Mardi Gras                                                                 | Knysna                   | Mai                            | 2000        |                |
| Asien & Ozeanien                                                                       |                          |                                |             |                |
| AsiaPacific Outgames                                                                   | Melbourne, Wellington    | Februar/März                   | 2008 2011   | 1.200          |
| Asien                                                                                  |                          |                                |             |                |
| Volksrepublik China                                                                    |                          |                                |             |                |
| Gay Pride Festival                                                                     | Shanghai                 | Anfang Juni                    | 2009        |                |
| Indien                                                                                 |                          |                                |             |                |
| Pride Rally                                                                            | Bengaluru                | 29. Juni                       | 2008        | 650            |
| Gay Pride                                                                              | Chennai                  | 28. Juni                       | 2009        |                |
| Queer Pride                                                                            | Mumbai                   | Anfang Februar                 | 2008        | 1.000          |
| Queer Pride Parade                                                                     | Neu-Delhi                | Ende November (ehem. 29. Juni) | 2008        | 1.000          |
| Rainbow Pride Walk                                                                     | Kolkata                  | 29. Juni                       | (1999) 2003 | 700            |
|                                                                                        | Puducherry               | 29. Juni                       | 2008        |                |
| Israel                                                                                 |                          |                                |             |                |
| Beʾer Sheva Pride Parade                                                               | Beʾer Scheva             | Ende Juni                      | 2010        | 5.000          |
| Eilat Pride Parade                                                                     | Eilat                    |                                | 2001        |                |
| Haifa Pride Parade                                                                     | Haifa                    | Ende Juni                      | 2007        | 5.000          |
| Jerusalem Pride Parade                                                                 | Jerusalem                | Anfang Juni                    | 2002        | 15.000         |
| Tel Aviv Pride Parade                                                                  | Tel Aviv                 | Mitte Juni                     | 1998        | 200.000        |
| Japan                                                                                  |                          |                                |             |                |
| Osaka Gay                                                                              | Osaka                    |                                |             |                |
| Tokyo International Lesbian & Gay Film Festival                                        | Tokio                    | Juli                           | 1991        |                |
| Tokyo Pride                                                                            | Tokio                    |                                |             |                |
| Libanon                                                                                |                          |                                |             |                |
| International Day Against Homophobia                                                   | Beirut                   | Mai                            | 2005        |                |
| Osttimor                                                                               |                          |                                |             |                |
| Timor-Leste LGBTI Pride                                                                | Dili                     | Juni                           | 2017        |                |
| Philippinen                                                                            |                          |                                |             |                |
| Manila Pride                                                                           | Manila                   | Dezember                       | 1994        |                |
| Singapur                                                                               |                          |                                |             |                |
| IndigNation (keine Parade)                                                             | Singapur                 | August                         | 2005        |                |
| Pink Dot                                                                               | Singapur (Hong Lim Park) | Mitte Mai                      | 2009        | 4.000          |
| Südkorea                                                                               |                          |                                |             |                |
| Korean Queer Culture Festival                                                          | Seoul                    |                                |             |                |
| Thailand                                                                               |                          |                                |             |                |
| Bangkok Together                                                                       | Bangkok                  |                                |             |                |
| Silom Soi 4 Halloween                                                                  | Bangkok                  |                                |             |                |
| Republik China (Taiwan)                                                                |                          |                                |             |                |
| Taiwan Pride                                                                           | Taipei                   | Ende September                 | 2003        | 18.000         |
| Ozeanien                                                                               |                          |                                |             |                |
| Australien                                                                             |                          |                                |             |                |
| Feast Festival (Adelaide's LGBTQIA* Arts & Cultural Festival) (mit Picnic in the Park) | Adelaide                 | Mitte November                 | 1997        | 261.182 15.000 |
| Brisbane Pride Festival                                                                | Brisbane                 | September                      | 1990        |                |
| Melbourne Queer Film Festival                                                          | Melbourne                | November                       | 1991        |                |
| Midsumma                                                                               | Melbourne                | Januar, Februar                | 1989        |                |
| Pride Parade/Fest Western Australia                                                    | Perth                    | November                       | 1990        |                |
| Sydney Gay and Lesbian Mardi Gras                                                      | Sydney                   | Ende Februar                   | 1978        | 400.000        |
| Sydney Pride Month Festival                                                            | Sydney                   | Juni                           | 1978        |                |
| Neuseeland                                                                             |                          |                                |             |                |
| Hero Festival                                                                          | Auckland                 |                                |             |                |
| Gay Ski Week                                                                           | Queenstown               |                                |             |                |